# Daniel Landart
 (février 2019).
Daniel Landart, né le 11 décembre 1946 à Saint-Esteben (Pyrénées-Atlantiques), est un écrivain, artiste, poète français et militant nationaliste basque.

## Biographie
Passionné de théâtre, il est l'élève de Piarres Larzabal. Par la suite, il écrit lui-même plusieurs pièces de théâtre. Il est aussi l'auteur de romans et de textes poétiques, dont certains ont été mis en musique,.
Dans sa jeunesse, alors qu'il travaille en imprimerie, il publie certains de ses écrits dans les revues Pan-pin, Herria, Enbata et Egan.
Il a été un membre actif du parti nationaliste basque Enbata. Il a également été  directeur adjoint de l'Institut culturel basque de 1990 à 2010.
Il est membre correspondant de l'Académie de la langue basque.

## Œuvres

### Romans
- Aihen ahula, autobiographique, mémoires d'enfances (1978, Elkar)
- Batita Haundia (1994, Kutxa)
- Anaiaren azken hitzak (1999, Elkar)
- Ahularen indarra (2011, Elkar)
- Enbataren zirimolan (2013, Elkar)

### Poésie
- Hogoi urte (1968, Goiztiri)

### Pièces de théâtre
- Mendiko bakea (1962)
- Hilak hil (1963)
- Herro eta nigar (1964)
- Gure haurra (1966)
- Noiz|Noiz (1970, (auto-édition)
- Bai ala ez (1972)
- Hil biziak (1973, auto-édition)
- Xori gorriak eta... Antzerkia hiru zati eta bost agerraldi (1973, Antzerkilarien Biltzarra)
- Erranak erran (1981, Elkar)
- Nola jin, hala joan (1985, Antzerti)
- Ama (1997, Euskalerriaren Adiskideen Elkartea)

### Autres
Traductions en basque de Noces de sang de Federico García Lorca  et Les Fusils de la mère Carrar de Bertolt Brecht.